# اگزامنیکوین
اگزامنیکوین(به انگلیسی: Oxamniquine) یا اگزامنی‌کوین، اوگزامنیکوین، اوکسامنیکوین، یا اوکسامنی کوین
یک داروی ضدانگل می‌باشد.
اشکال دارویی: قرص. نام‌های دیگر: Vansil و Mansil.

## موارد مصرف
داروی اگزامنیکوین برای درمان انگل‌هایی از قبیل شیستوزوماها به کار می‌رود (مثلاً شیستوزوما مانسونی).